# لپا رادیچ
لپا سوتوزارا رادیچ (سیریلیک صربی: Лепа Светозара Радић ۱۹ دسامبر ۱۹۲۵ – ۸ فوریهٔ ۱۹۴۳) یک پارتیزان یوگوسلاو با الاصل صرب بود که در سال ۱۹۵۱ به دلیل نقشش در جنبش مقاومت علیه قدرت‌های محور در جنگ جهانی دوم نشان قهرمان خلق را دریافت کرد و در آن زمان جوان‌ترین دریافت کننده این جایزه بود. اودر سن ۱۷ سالگی به دلیل شلیک به سمت سربازان آلمانی اعدام شد. در حالی که دستگیرشدگان طناب را دور گردنش او بسته بودند به او پیشنهاد دادند که اگر هویت رفقا و رهبرانش را فاش کند، از او چوبه دار نجات پیدا خواهد کرد اما او پاسخ گفت که خائن نیست و رفقایش وقتی انتقام مرگ او را بگیرند، خود را آشکار خواهند کرد.

## اوایل زندگی
رادیچ در یک خانواده صرب بوسنیایی در ۱۹ دسامبر ۱۹۲۵ در روستای Gašnica در نزدیکی Bosanska Gradiška متولد شد. پس از فارغ‌التحصیلی از مدرسه ابتدایی در نزدیکی Bistrica، او در کلاس اول مدرسه صنایع دستی زنان در Bosanska Krupa شرکت کرد و کلاس‌های باقی مانده را در مدرسه در Bosanska Gradiška به پایان رساند.
لپا به عنوان یک دانش آموز سخت‌کوش بود و با جدیت درس می‌خواند او همچنین علاقه‌مند به خواندن ادبیات پیشرفته بود.
او با عضویت در اتحادیه جوانان کمونیست یوگسلاوی (SKOJ) در نهایت در سال ۱۹۴۱ در سن ۱۵ سالگی به حزب کمونیست یوگسلاوی پیوست.

## نگارخانه

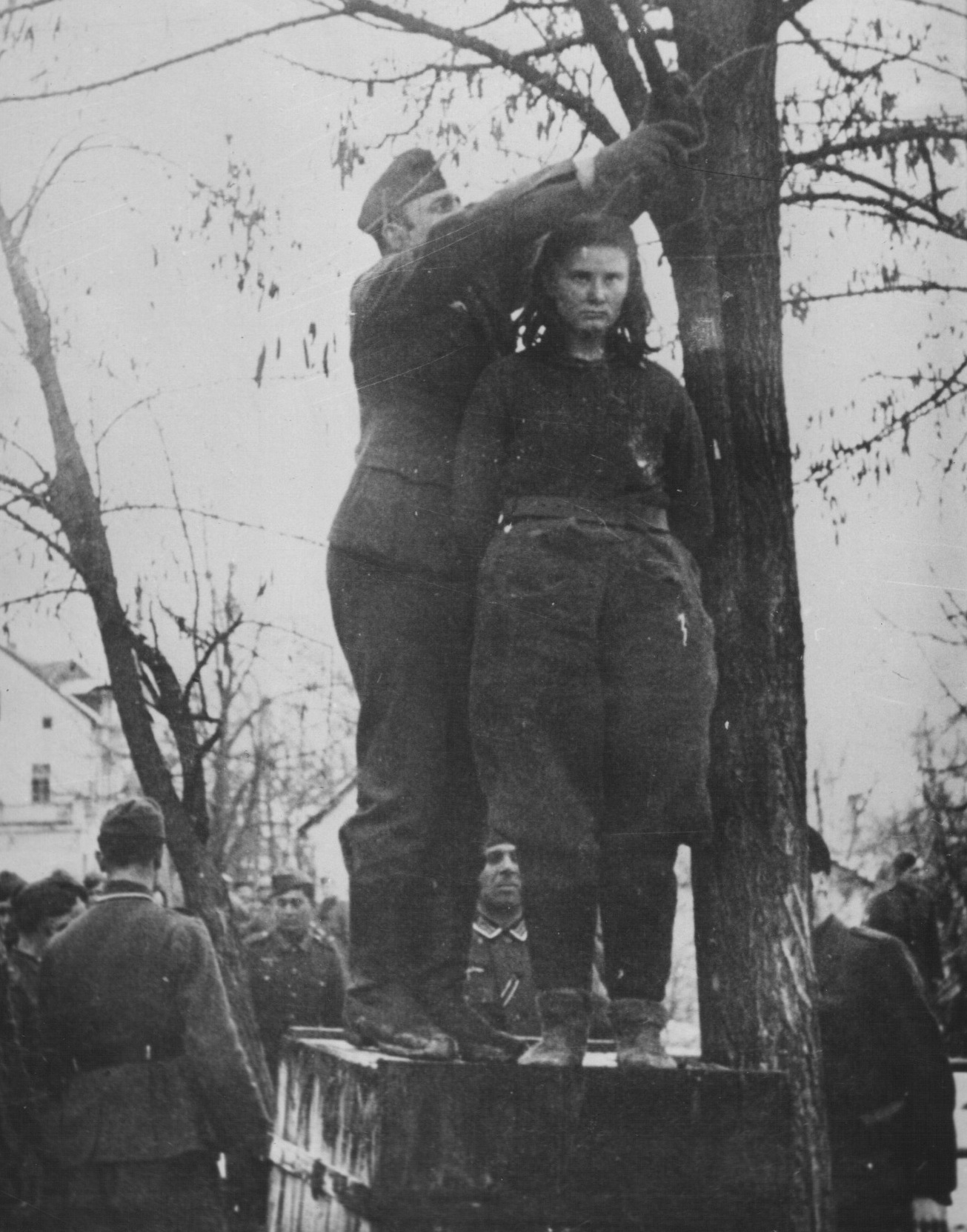
به دار آویختن لپا رادیچ، فوریه ۱۹۴۳
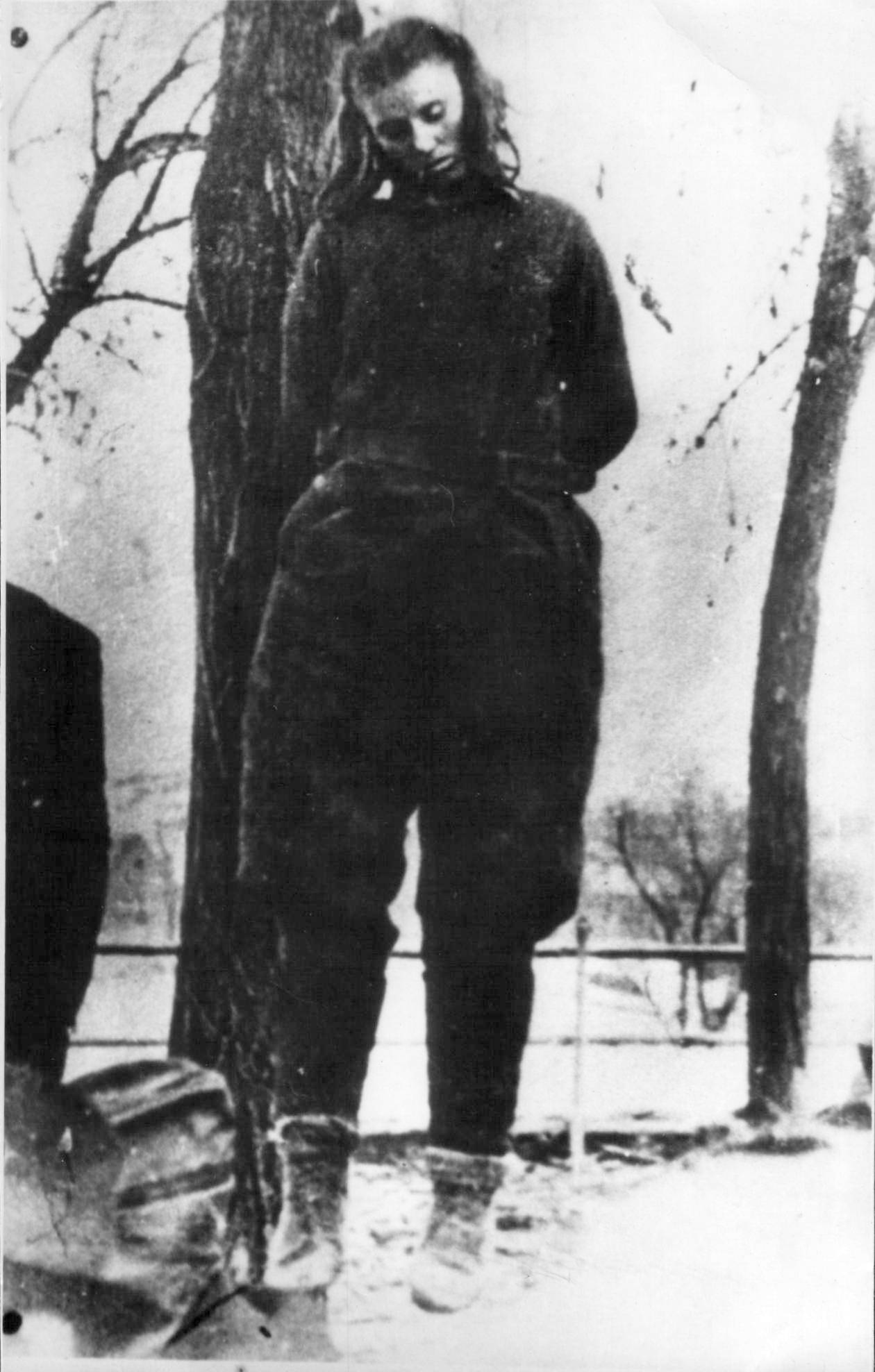
لپا رادیچ به دار آویخته شد
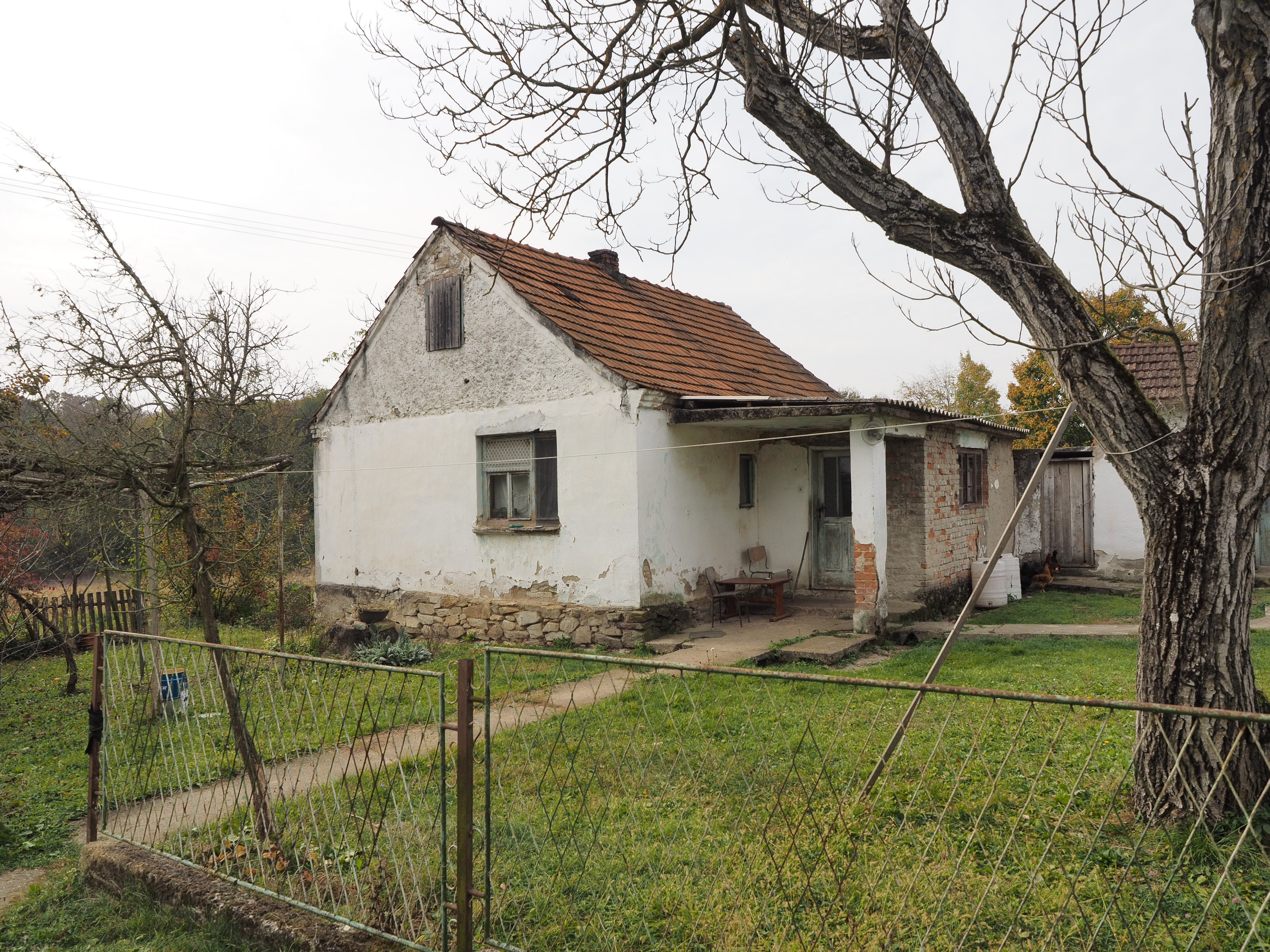
محل تولد در Gašnica، خانه اصلی در جنگ ویران شد
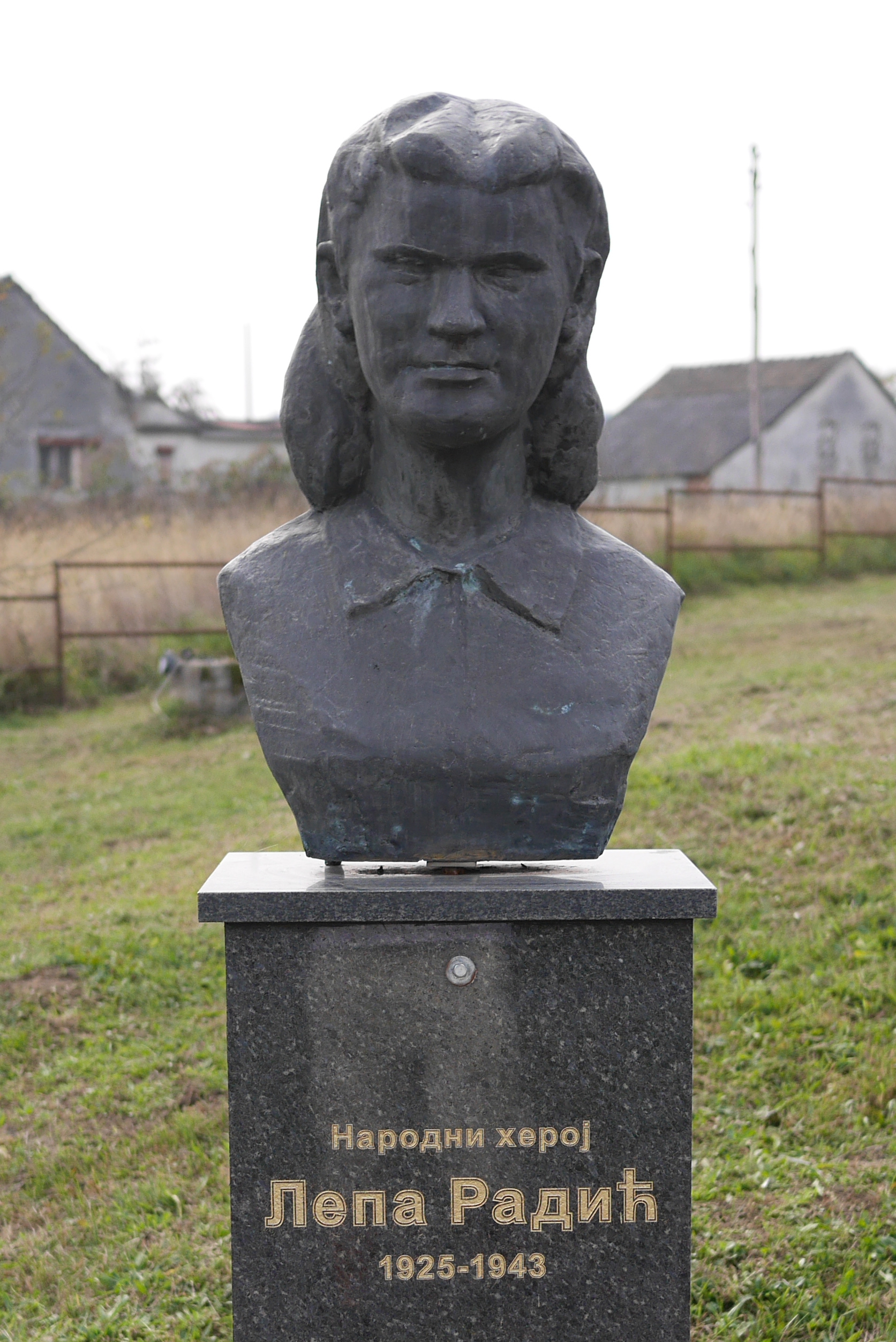
نیم تنه لپا رادیچ در پارک یادبود Bistrica